# Hugo Obwegeser
Hugo Lorenz Obwegeser (* 21. Oktober 1920 in Hohenems, Österreich; † 2. September 2017 in Schwerzenbach, Schweiz) war ein österreichischer Kieferchirurg und Professor für Kieferchirurgie und Fachautor. Er war der Begründer einer operativen Methode, die ohne sichtbare verbleibende Narben im Gesicht auskommt.

## Leben
Obwegeser studierte an der Universität Innsbruck Medizin und spezialisierte sich an der Universität Graz in Mund-, Kiefer- und Gesichtschirurgie. Er wurde an der Universität Zürich (UZH) Direktor der Klinik für Kiefer- und Gesichtschirurgie und veröffentlichte mehr als 150 wissenschaftliche Arbeiten über die Oralchirurgie, von denen einige als Standardwerk gelten.
Obwegeser war als Pionier der korrektiven Chirurgie im Bereich der Kieferfehlstellungen (Dysgnathieoperationen) weltweit anerkannt. Seine Leistungen führten in den Vereinigten Staaten zur Gründung der European Association for Cranio-Maxillofacial Surgery (EACMFS). In Indien waren die Leistungen Obwegesers Wegbereiter für mehrere tausend erfolgreiche Behandlungen im Bereich der Lippen-Kiefer-Gaumenspalten und der kraniofazialen Fehlbildungen.
Nach Obwegeser ist der Hugo-Obwegeser-Preis, die höchste Auszeichnung der Schweizerischen Gesellschaft für Mund-, Kiefer- und Gesichtschirurgie (SGMKG), benannt. Obwegeser war Träger des Ehrenrings seiner Geburtsstadt Hohenems.
Er war der Onkel des Mediziners Joachim Obwegeser.

## Ehrungen und Auszeichnungen
Obwegeser erhielt nachfolgende Auszeichnungen:
- Wahl in die Deutsche Akademie der Naturforscher Leopoldina (1979)[9]
- Distinguished Civilian Service Award, Department of the Army, U.S. Government
- Down Surgical Prize, British Association of Oral Surgeons
- International Facial Plastic Surgery Award des dritten Internationalen Symposiums on Facial Plastic and Reconstructive Surgery
- First Award for Excellence in Oral and Maxillofacial Surgery, Universität von Texas, Southwestern Medical School
- Medal of Honor der Semmelweis-Universität, Budapest, Ungarn
- Ehrenmitglied der European Association for Cranio-Maxillofacial Surgery
- Ehrenmitgliedschaft der Deutschen Gesellschaft für Mund-Kiefer-Gesichts-Chirurgie[10]
- Mehrere Ehrendoktorwürden[11]

## Werke (Auswahl)
Die US National Library of Medicine verzeichnet über 90 wissenschaftliche Aufsätze.
- 1955: Zur Operationstechnik bei der Progenie und anderen Unterkieferanomalien. In: Deutsche Zahn-, Mund- und Kieferheilkunde mit Zentralblatt. Organ der Deutschen Gesellschaft für Zahn-, Mund- und Kieferheilkunde. 23, ISSN 0012-1010, S. 1–26.
- 1962: Chirurgia del „mordex apertus“. In: Revista de la Asociación Odontológica Argentina. 50, ISSN 0004-4881, S. 429–436.
- 1965: Eingriffe am Oberkiefer zur Korrektur des progenen Zustandsbildes. In: Schweizerische Monatsschrift für Zahnheilkunde. 75, S. 365–371.
- 1969: Surgical correction of small or retrodisplaced maxillae. In: Plastic and Reconstructive Surgery. 43, S. 351–362.
- 1970: Die einzeitige Vorbewegung des Oberkiefers und Rückbewegung des Unterkiefers zur Korrektur der extremen Progenie. In: Schweizerische Monatsschrift für Zahnheilkunde. 80, S. 347–356.